# 188. rezervní horská divize (Wehrmacht)
188. rezervní horská divize (německy 188. Reserve-Gebirgs-Division) byla horská pěší divize německé armády (Wehrmacht) za druhé světové války.

## Historie
Divize byla založena 8. října 1943 v Augsburgu a umístěna v severní Itálii, zde se nacházela v prostoru Belluno - Tarvisio - Gorizia. 1. března 1944 byla 188. rezervní horská divize přejmenována na 188. horskou divizi.

## Velitelé
| Datum         | Hodnost        | Jméno           |
| ------------- | -------------- | --------------- |
| 8. říjen 1943 | generálporučík | Hans von Hößlin |

## Členění
| Členění 188. rezervní horské divize mezi lety 1943 až 1944 |
| ---------------------------------------------------------- |
| Reserve-Gebirgsjäger-Regiment 136                          |
| Reserve-Gebirgsjäger-Regiment 137                          |
| Reserve-Gebirgsjäger-Regiment 138                          |
| Reserve-Gebirgsjäger-Regiment 139                          |
| Reserve-Grenadier-Bataillon 499                            |
| Reserve-Artillerie-Regiment 112                            |
| Reserve-Gebirgs-Pionier-Bataillon 83                       |
| Versorgungstruppen 1088                                    |

## Podřízení
| Datum         | Armádní sbor | Armáda | Skupina armád | Místo          |
| prosinec 1943 | k dispozici  |        | Sever         | severní Itálie |
| leden 1944    | k dispozici  |        | C             | severní Itálie |